# Parmaturus bigus
Parmaturus bigus, là một loài cá trong họ Scyliorhinidae, mẫu đầu tiên được ghi chép là một con cái ngoài khơi Queensland, Australia quanh đảo Lord Howe. Nó dài 72 cm.
Gần đây, một số mẫu con đực và cái (dữ liệu không xuất bản) được bắt ở vùng nước New Zealand tại rìa EEZ (vùng đặc quyền kinh tế). 